# Roland Richardson
Roland Richardson, britanski general, * 1896, † 1973.